# Васильєвський острів
Васильєвський острів (рос. Васильевский остров) — найбільший острів у дельті річки Нева; перебуває в межах Санкт-Петербурга.
Найбільша довжина: з півночі на південь — 4,2 км, із заходу на схід — 6,6 км. Площа — 1090 га. Піднімається над рівнем води до 3,5 м.
Входить до складу Санкт-Петербурга як Василеострівський район.

## Пам'ятки
- Вежа грифонів — місцева пам'ятка, повязана з міською легендою.